# ادریس عمادالدین
ادریس عمادالدین بن حسن قُرَشی (۱۳۹۲ – ۱۰ ژوئن ۱۴۶۸) داعی مطلق نوزدهم مستعلی طَیّبی از ۱۴۲۸ تا ۱۴۶۸، عالم دینی و تاریخ‌نگار یمنی بود. از خاندان برجستهٔ بنی‌الولید قریشی بود. او در قلعهٔ شبام در منطقهٔ کوهستانی حَراز، یکی از پایگاه‌های اصلی اسماعیلیان یمنی، زاده شد. در سال ۸۳۲ هجری قمری / ۱۴۲۸ میلادی، پس از عمویش علی بن عبدالله بن علی، با اختیارات کامل در امور دعوت در یمن و شبه‌قارهٔ هند، به مقام داعی مطلق اسماعیلیان طیبی رسید. او همچنین دولتمردی توانمند و رزمنده‌ای بود که در امور سیاسی یمن به‌گونه‌ای مشارکت می‌کرد که به سود جامعه‌اش باشد. ادریس عمادالدین را مشهورترین مؤرخ اسماعیلی در تمام دوران‌ها می‌دانند. او سه اثر تاریخی پدیدآورد که مهم‌ترینشان کتاب «عیون الأخبار» است. او در سال ۸۷۲ هجری / ۱۴۶۸ میلادی، پس از چهار دهه رهبری دعوت طیبی، درگذشت و پسرش حسن جانشین او شد.

## آثار
در کنار وظایف دینی و سیاسی‌اش، ادریس همچنین عالِمی فرهیخته و نویسنده‌ای پُرکار بود. کتاب‌های او «به آثاری بنیان‌گذار برای مکتب طیبی» تبدیل شدند. مکان مورد علاقه‌اش برای نوشتن، در کنار دریاچهٔ «برکه جوجب» نزدیک شبام، هنوز هم به بازدیدکنندگان نشان داده می‌شود.  عالم طیبی قرن شانزدهم، حسن بن نوح، یازده اثر را به ادریس نسبت می‌دهد. تاریخ‌نگار معاصر، ایمن فؤاد سید، یازده اثر را با قطعیت از آنِ ادریس می‌داند و سه اثر دیگر را با انتسابی مشکوک به او برمی‌شمارد.
مهم‌ترین اثر او کتاب هفت‌جلدی «عیون الأخبار» است؛ تاریخی از اسلام که از دوران پیامبر اسلام، محمد، آغاز می‌شود و تا بیست‌ویکمین امام اسماعیلی و پایان خلافت فاطمی ادامه می‌یابد، و همچنین آغاز دعوت طیبی در یمن تحت حاکمیت سلسلهٔ صُلیحی را نیز در بر می‌گیرد.ادریس در این اثر از منابع فراوانی، چه اسماعیلی و چه غیر اسماعیلی، بهره برده است که برخی از آن‌ها امروزه دیگر در دسترس نیستند. «عیون الاخبار» تنها تاریخ عمومی اسماعیلیه است که در قرون وسطی توسط یک نویسنده اسماعیلی نگاشته شده و به همین دلیل، به گفتهٔ فرهاد دفتری، این اثر، ادریس را به «مشهورترین تاریخ‌نگار اسماعیلی» تبدیل کرده است. این کتاب نگاهی یگانه از منظر اسماعیلی به تاریخ خلافت فاطمی و نایبان آن در یمن ارائه می‌دهد. همراه با آثار هم‌عصر مصری‌اش، مقریزی، عیون الأخبار «شاید دقیق‌ترین منبع تاریخ فاطمیان» باشد.
در میان آثار کلامی ادریس، رسالهٔ «زَهر المعانی» که به آموزه‌های باطنی دعوت طیبی می‌پردازد، جایگاه ویژه‌ای دارد و به‌عنوان «اوج نگارش‌های طیبی» شناخته می‌شود.اندیشه‌های متافیزیکی حمیدالدین کرمانی، فیلسوف قرن یازدهم، الهام‌بخش اصلی ادریس در آثار کلامی‌اش بودند. افزون بر «زَهر المعانی»، او شش رسالهٔ کلامیِ کوتاه نیز نگاشت که شامل این موارد می‌شود: یک رساله به‌صورت پرسش‌وپاسخ در باب مسائل اعتقادی؛ تفسیر کلامی بر جنبه‌هایی از تقویم اسلامی؛ رساله‌ای در تأکید بر لزوم روزه‌داری کامل در رمضان؛ ردیه‌ای بر رسالهٔ کلامی یکی از زیدیان؛ نوشته‌ای جدلی بر ضد خداناباوری که با عنوان «شتر» شناخته می‌شود؛ ردیه‌ای بر سنت برخی از هندیان در رصد ماه برای تعیین آغاز و پایان رمضان.
ادریس عمادالدین همچنین دیوان شعری نیز سروده بود که در آن از سبک شاعر دوران فاطمی، مؤید شیرازی، پیروی می‌کرد. موضوع اصلی اشعارش مذهبی بود و بیشتر شامل مدح پیامبر اسلام، علی و خاندان او، و امامان اسماعیلی می‌شد. برخی از این اشعار به مسائل اعتقادی می‌پرداختند، در حالی‌ که برخی دیگر بیانگر تجربه‌ها و باورهای شخصی و معنوی او بودند. 